# Liste des ministres français de l'Équipement
Cet article dresse la liste des ministres français de l'Équipement.

## Cinquième République
| Ministre                                                                                    | Ministre             | Intitulé                                                                                           | Ministre délégué ou Secrétaire d'État                                                 | Intitulé                                                      | Gouvernement                                       | Date                  |
| ------------------------------------------------------------------------------------------- | -------------------- | -------------------------------------------------------------------------------------------------- | ------------------------------------------------------------------------------------- | ------------------------------------------------------------- | -------------------------------------------------- | --------------------- |
|                                                                                             | Edgard Pisani        | Ministre de l'Équipement                                                                           | Roland Nungesser                                                                      | Secrétaire d'État au Logement                                 | Pompidou 3                                         | 08/01/1966 01/04/1967 |
| André Bettencourt                                                                           | Edgard Pisani        | Ministre de l'Équipement                                                                           | Secrétaire d'État aux Transports                                                      |                                                               | Pompidou 3                                         | 08/01/1966 01/04/1967 |
| Ministre de l'Équipement et du Logement                                                     | Edgard Pisani        | Aucun                                                                                              | Aucun                                                                                 | Pompidou 4                                                    | 07/04/1967 28/04/1967                              |                       |
| Ministre de l'Équipement et du Logement                                                     |                      | Aucun                                                                                              | Aucun                                                                                 | Pompidou 4                                                    | François-Xavier Ortoli                             | 28/04/1967 31/05/1968 |
| Ministre de l'Équipement et du Logement                                                     |                      | Robert Galley                                                                                      | Philippe Dechartre                                                                    | Pompidou 4                                                    | Secrétaire d'État chargé des Problèmes du logement | 31/05/1968 10/07/1968 |
| Ministre de l'Équipement et du Logement                                                     |                      | Albin Chalandon                                                                                    | Philippe Dechartre                                                                    | Secrétaire d'État à l'Équipement et au Logement               | Couve de Murville                                  | 12/07/1968 20/06/1969 |
| Ministre de l'Équipement et du Logement                                                     | Marcel Anthonioz     | Albin Chalandon                                                                                    | Secrétaire d'État (jusqu'au 08/07/1969) Secrétaire d'État au Tourisme                 | Chaban-Delmas                                                 | 22/06/1969 05/07/1972                              |                       |
| Ministre de l'Équipement et du Logement                                                     | Robert-André Vivien  | Albin Chalandon                                                                                    | Secrétaire d'État (jusqu'au 08/07/1969) Secrétaire d'État au Logement                 | Chaban-Delmas                                                 | 22/06/1969 05/07/1972                              |                       |
|                                                                                             | Olivier Guichard     | Ministre de l'Équipement, du Logement et de l'Aménagement du territoire                            | Christian Bonnet                                                                      | Secrétaire d'État                                             | Messmer 1                                          | 06/07/1972 12/07/1972 |
| Ministre de l'Aménagement du territoire, de l'Équipement, du Logement et du Tourisme        | Olivier Guichard     | 12/07/1972 28/03/1973                                                                              | Christian Bonnet                                                                      | Secrétaire d'État                                             | Messmer 1                                          |                       |
| Ministre de l'Aménagement du territoire, de l'Équipement, du Logement et du Tourisme        | Olivier Guichard     | Secrétaire d'État (à partir du 12/04/1973)                                                         | Christian Bonnet                                                                      | Messmer 2                                                     | 05/04/1973 27/02/1974                              |                       |
| Ministre de l'Aménagement du territoire, de l'Équipement, du Logement et du Tourisme        | Olivier Guichard     | Aimé Paquet                                                                                        | Secrétaire d'État (à partir du 12/04/1973)                                            | Messmer 2                                                     | 05/04/1973 27/02/1974                              |                       |
| Ministre d'État, ministre de l'Aménagement du territoire, de l'Équipement et des Transports | Olivier Guichard     | Christian Bonnet                                                                                   | Secrétaire d'État chargé du Logement                                                  | Messmer 3                                                     | 01/03/1974 27/05/1974                              |                       |
| Ministre d'État, ministre de l'Aménagement du territoire, de l'Équipement et des Transports | Olivier Guichard     | Aymar Achille-Fould                                                                                | Secrétaire d'État chargé des Transports                                               | Messmer 3                                                     | 01/03/1974 27/05/1974                              |                       |
|                                                                                             | Robert Galley        | Ministre de l'Équipement                                                                           | Jacques Barrot                                                                        | Secrétaire d'État chargé du Logement (à partir du 08/06/1974) | Chirac 1                                           | 28/05/1974 25/08/1976 |
|                                                                                             | Jean-Pierre Fourcade | Ministre de l'Équipement                                                                           | Marcel Cavaillé                                                                       | Secrétaire d'État chargé des Transports                       | Barre 1                                            | 27/08/1976 29/03/1977 |
| Jacques Barrot                                                                              | Jean-Pierre Fourcade | Ministre de l'Équipement                                                                           | Secrétaire d'État chargé du Logement                                                  |                                                               | Barre 1                                            | 27/08/1976 29/03/1977 |
| Jacques Barrot                                                                              | Jean-Pierre Fourcade | Ministre de l'Équipement et de l'Aménagement du territoire                                         | Secrétaire d'État chargé du Logement (à partir du 01/04/1977)                         | Barre 2                                                       | 30/03/1977 26/09/1977                              |                       |
| Marcel Cavaillé                                                                             | Jean-Pierre Fourcade | Ministre de l'Équipement et de l'Aménagement du territoire                                         | Secrétaire d'État chargé des Transports (à partir du 01/04/1977)                      | Barre 2                                                       | 30/03/1977 26/09/1977                              |                       |
| Paul Dijoud                                                                                 | Jean-Pierre Fourcade | Ministre de l'Équipement et de l'Aménagement du territoire                                         | Secrétaire d'État chargé de l'Aménagement du territoire (du 01/04/1977 au 08/06/1977) | Barre 2                                                       | 30/03/1977 26/09/1977                              |                       |
|                                                                                             | Fernand Icart        | Ministre de l'Équipement et de l'Aménagement du territoire                                         | Jacques Barrot                                                                        | Barre 2                                                       | Secrétaire d'État chargé du Logement               | 26/09/1977 31/03/1978 |
| Marcel Cavaillé                                                                             | Fernand Icart        | Ministre de l'Équipement et de l'Aménagement du territoire                                         | Secrétaire d'État chargé des Transports                                               | Barre 2                                                       |                                                    | 26/09/1977 31/03/1978 |
| Pas de titulaire entre le 31 mars 1978 et le 22 mai 1981                                    |                      | |                                                                                       |                                                               |                                                    |                       |
|                                                                                             | Louis Mermaz         | Ministre de l'Équipement et des Transports                                                         | Aucun                                                                                 | Aucun                                                         | Mauroy 1                                           | 22/05/1981 22/06/1981 |
| Pas de titulaire entre le 22 juin 1981 et le 20 mars 1986                                   |                      | |                                                                                       |                                                               |                                                    |                       |
|                                                                                             | Pierre Méhaignerie   | Ministre de l'Équipement, du Logement, de l'Aménagement du territoire et des Transports            | Jacques Douffiagues                                                                   | Ministre délégué chargé des Transports                        | Chirac 2                                           | 20/03/1986 10/05/1988 |
| Alain Carignon                                                                              | Pierre Méhaignerie   | Ministre de l'Équipement, du Logement, de l'Aménagement du territoire et des Transports            | Ministre délégué chargé de l'Environnement                                            |                                                               | Chirac 2                                           | 20/03/1986 10/05/1988 |
|                                                                                             | Maurice Faure        | Ministre d'État, ministre de l'Équipement et du Logement                                           | Philippe Essig                                                                        | Secrétaire d'État chargé du Logement (à partir du 13/05/1988) | Rocard 1                                           | 12/05/1988 23/06/1988 |
| Émile Biasini                                                                               | Maurice Faure        | Ministre d'État, ministre de l'Équipement et du Logement                                           | Secrétaire d'État chargé des Grands travaux (à partir du 13/05/1988)                  |                                                               | Rocard 1                                           | 12/05/1988 23/06/1988 |
| Aucun                                                                                       | Aucun                | Ministre d'État, ministre de l'Équipement et du Logement                                           | Rocard 2                                                                              | 28/06/1988 22/02/1989                                         |                                                    |                       |
|                                                                                             | Michel Delebarre     | Ministre de l'Équipement, du Logement, des Transports et de la Mer                                 | Rocard 2                                                                              | Jacques Mellick                                               | Ministre délégué chargé de la Mer                  | 22/02/1989 21/12/1990 |
| Louis Besson                                                                                | Michel Delebarre     | Ministre de l'Équipement, du Logement, des Transports et de la Mer                                 | Rocard 2                                                                              | Ministre délégué chargé du Logement (à partir du 29/03/1989)  |                                                    | 22/02/1989 21/12/1990 |
| Georges Sarre                                                                               | Michel Delebarre     | Ministre de l'Équipement, du Logement, des Transports et de la Mer                                 | Rocard 2                                                                              | Secrétaire d'État chargé des Transports routiers et fluviaux  |                                                    | 22/02/1989 21/12/1990 |
|                                                                                             | Louis Besson         | Ministre de l'Équipement, du Logement, des Transports et de la Mer                                 | Rocard 2                                                                              | Jacques Mellick                                               | Ministre délégué chargé de la Mer                  | 21/12/1990 15/05/1991 |
| Georges Sarre                                                                               | Louis Besson         | Ministre de l'Équipement, du Logement, des Transports et de la Mer                                 | Rocard 2                                                                              | Secrétaire d'État chargé des Transports routiers et fluviaux  |                                                    | 21/12/1990 15/05/1991 |
|                                                                                             | Paul Quilès          | Ministre de l'Équipement, du Logement, des Transports et de l'Espace                               | Jean-Michel Baylet                                                                    | Ministre délégué au Tourisme                                  | Cresson                                            | 16/05/1991 02/04/1992 |
| Marcel Debarge                                                                              | Paul Quilès          | Ministre de l'Équipement, du Logement, des Transports et de l'Espace                               | Secrétaire d'État au Logement (à partir du 17/05/1991)                                |                                                               | Cresson                                            | 16/05/1991 02/04/1992 |
| Georges Sarre                                                                               | Paul Quilès          | Ministre de l'Équipement, du Logement, des Transports et de l'Espace                               | Secrétaire d'État aux Transports routiers et fluviaux (à partir du 17/05/1991)        |                                                               | Cresson                                            | 16/05/1991 02/04/1992 |
| Jean-Yves Le Drian                                                                          | Paul Quilès          | Ministre de l'Équipement, du Logement, des Transports et de l'Espace                               | Secrétaire d'État à la Mer (à partir du 17/05/1991)                                   |                                                               | Cresson                                            | 16/05/1991 02/04/1992 |
|                                                                                             | Jean-Louis Bianco    | Ministre de l'Équipement, du Logement et des Transports                                            | Marie-Noëlle Linemann                                                                 | Ministre délégué au Logement et au Cadre de vie               | Bérégovoy                                          | 02/04/1992 29/03/1993 |
| Georges Sarre                                                                               | Jean-Louis Bianco    | Ministre de l'Équipement, du Logement et des Transports                                            | Secrétaire d'État aux Transports routiers et fluviaux (à partir du 04/04/1992)        |                                                               | Bérégovoy                                          | 02/04/1992 29/03/1993 |
| Charles Josselin                                                                            | Jean-Louis Bianco    | Ministre de l'Équipement, du Logement et des Transports                                            | Secrétaire d'État à la Mer (à partir du 04/04/1992)                                   |                                                               | Bérégovoy                                          | 02/04/1992 29/03/1993 |
|                                                                                             | Bernard Bosson       | Ministre de l'Équipement, des Transports et du Tourisme                                            | Aucun                                                                                 | Aucun                                                         | Balladur                                           | 30/03/1993 11/05/1995 |
|                                                                                             | Bernard Pons         | Ministre de l'Aménagement du territoire, de l'Équipement et des Transports                         | Raymond-Max Aubert                                                                    | Secrétaire d'État au Développement rural                      | Juppé 1                                            | 18/05/1995 07/11/1995 |
| Anne-Marie Idrac                                                                            | Bernard Pons         | Ministre de l'Aménagement du territoire, de l'Équipement et des Transports                         | Secrétaire d'État aux Transports                                                      |                                                               | Juppé 1                                            | 18/05/1995 07/11/1995 |
| Ministre de l'Équipement, du Logement, des Transports et du Tourisme                        | Bernard Pons         | Pierre-André Périssol                                                                              | Ministre délégué au Logement                                                          | Juppé 2                                                       | 07/11/1995 02/06/1997                              |                       |
| Ministre de l'Équipement, du Logement, des Transports et du Tourisme                        | Bernard Pons         | Anne-Marie Idrac                                                                                   | Secrétaire d'État aux Transports                                                      | Juppé 2                                                       | 07/11/1995 02/06/1997                              |                       |
|                                                                                             | Jean-Claude Gayssot  | Ministre de l'Équipement, des Transports et du Logement                                            | Louis Besson (jusqu'au 27/03/2001) Marie-Noëlle Linemann                              | Secrétaire d'État au Logement                                 | Jospin                                             | 04/06/1997 06/05/2002 |
| Michelle Demessine (jusqu'au 23/10/2001) Jacques Brunhes                                    | Jean-Claude Gayssot  | Ministre de l'Équipement, des Transports et du Logement                                            | Secrétaire d'État au Tourisme                                                         |                                                               | Jospin                                             | 04/06/1997 06/05/2002 |
|                                                                                             | Gilles de Robien     | Ministre de l'Équipement, des Transports, du Logement, du Tourisme et de la Mer                    | Nicole Ameline                                                                        | Secrétaire d'État à la Mer                                    | Raffarin 1                                         | 07/05/2002 17/06/2002 |
| Dominique Bussereau                                                                         | Gilles de Robien     | Ministre de l'Équipement, des Transports, du Logement, du Tourisme et de la Mer                    | Secrétaire d'État aux Transports                                                      |                                                               | Raffarin 1                                         | 07/05/2002 17/06/2002 |
| Dominique Bussereau                                                                         | Gilles de Robien     | Ministre de l'Équipement, des Transports, du Logement, du Tourisme et de la Mer                    | Secrétaire d'État aux Transports et à la Mer                                          | Raffarin 2                                                    | 17/06/2002 30/03/2004                              |                       |
| Léon Bertrand                                                                               | Gilles de Robien     | Ministre de l'Équipement, des Transports, du Logement, du Tourisme et de la Mer                    | Secrétaire d'État au Tourisme                                                         | Raffarin 2                                                    | 17/06/2002 30/03/2004                              |                       |
| Léon Bertrand                                                                               | Gilles de Robien     | Ministre de l'Équipement, des Transports, de l'Aménagement du territoire, du Tourisme et de la Mer | Ministre délégué au Tourisme                                                          | Raffarin 3                                                    | 31/03/2004 31/05/2005                              |                       |
| François Goulard                                                                            | Gilles de Robien     | Ministre de l'Équipement, des Transports, de l'Aménagement du territoire, du Tourisme et de la Mer | Secrétaire d'État aux Transports et à la Mer                                          | Raffarin 3                                                    | 31/03/2004 31/05/2005                              |                       |
| Philippe Briand (jusqu'au 14/04/2004) Frédéric de Saint-Sernin                              | Gilles de Robien     | Ministre de l'Équipement, des Transports, de l'Aménagement du territoire, du Tourisme et de la Mer | Secrétaire d'État à l'Aménagement du territoire                                       | Raffarin 3                                                    | 31/03/2004 31/05/2005                              |                       |
|                                                                                             | Dominique Perben     | Ministre des Transports, de l'Équipement, du Tourisme et de la Mer                                 | Léon Bertrand                                                                         | Ministre délégué au Tourisme                                  | de Villepin                                        | 02/05/2005 15/05/2007 |
| Poste supprimé                                                                              |                      | |                                                                                       |                                                               |                                                    |                       |

Le 18 mai 2007, l'Équipement est rattaché au ministère de l'Écologie, du Développement et de l'Aménagement durables.